# Linda Awu
Linda Awu Bessong, née le 18 juillet 1989, est une handballeuse camerounaise. Elle mesure 1,72 m.
Elle évolue au poste de gardienne de but avec le club du FAP Yaoundé. Elle fait également partie de l'équipe du Cameroun, avec laquelle elle participe au championnat du monde 2017 en Allemagne,.

## Palmarès

### En équipe nationale
- 20e place au Championnat du monde 2017
- Médaille d'argent au championnat d'Afrique 2022.